# Placidus Mittler
Placidus Mittler OSB (* 11. November 1928 in Obercassel als Rudolf  Mittler; † 26. Februar 2016 in Siegburg) war ein deutscher Benediktinermönch und von 1970 bis 2000 Abt der Benediktinerabtei Michaelsberg.

## Leben
Mittler, eines von vier Geschwistern, besuchte ab 1939 das Bonner Beethoven-Gymnasium, beendet durch den Weltkrieg. Nach Kriegsende besuchte er von 1946 bis 1948 das Internatsgymnasium Sankt Ottilien. 1948 trat er in die Benediktinerabtei Michaelsberg in Siegburg ein. Nach dem Studium der Philosophie und Theologie empfing er am 26. Juli 1954 die Priesterweihe. Von 1959 bis 1964 absolvierte er ein Studium der Musikwissenschaften. 1964 wurde er an der Universität Bonn mit der Arbeit Melodienuntersuchung zu den dorischen Hymnen der lateinischen Liturgie im Mittelalter zum Dr. theol. promoviert. Er war von 1964 bis 1974 Dozent für Gregorianik und Liturgik am Robert-Schumann-Konservatorium Düsseldorf.
1970 wurde er vom Konvent der Benediktinerabtei Michaelsberg zum Abt gewählt und am 18. Mai 1970 zum Abt benediziert. Zudem war er von 1972 bis 1985 Pfarrverweser der Siegburger Pfarre St. Servatius. 1989 wurde er zum Dekanatspräses für Kirchenmusik und des Cäcilienverbandes im Dekanat Siegburg ernannt. 2000 wurde seinem Rücktrittsgesuch aus Altersgründen stattgegeben.
Nach Schließung der 1064 gegründeten und 1914 wiedererrichteten Abtei im Jahre 2011 lebte er – bis zu dessen Tod zusammen mit seinem Bruder Mauritius Mittler – im  Altenheim St. Josef „Haus zur Mühlen“ der Alexianerbrüder in Siegburg.

## Schriften
- Melodieuntersuchung zu den dorischen Hymnen der lateinischen Liturgie im Mittelalter. Respublica, Siegburg 1965 (Dissertation, Universität Bonn, 1964).
- Ruf und Antwort – Ansprachen zur Regel des hl. Benedikt. Respublica, Siegburg 1980.
- Abtei Michaelsberg, Siegburg. Geschichte und Leben. Schmitt, Siegburg 1987, ISBN 3-87710-128-3.
- Zeichen des Heiligen Geistes. Betrachtungen zum Lukasevangelium und zur Apostelgeschichte. Johannes-Verlag, Leutesdorf 2004, ISBN 3-7794-1494-5.
- Heiliger Geist. Für manche Christen ein unbekannter Gott? Rheinlandia, Siegburg 2013, ISBN 978-3-938535-97-4.

## Quelle
- Gerhard Lüdtke, Katrin Hofmann, Hans Strodel, Hans Jaeger: Kürschners deutscher Gelehrten-Kalender, Band 3, Saur 2001, Seite 2126